# جائزة أكاديمية البنغال الأدبية
جائزة أكاديمية البنغال الأدبية تم تقديمها من قبل أكاديمية البنغال في بنغلاديش تقديراً للعبقرية الإبداعية في التقدم والمساهمة الشاملة في مجال اللغة والأدب البنغاليين.
تم تقديمها في عام 1960 وتم تقسيمها إلى ست فئات: الشعر والروايات والقصص القصيرة والمقالات وأدب الأطفال والترجمة. ابتداءً من عام 1985 تم تقديم جائزتين إضافيتين للاعتراف بالمساهمات الإجمالية للغة البنغالية والأدب.
في الوقت الحاضر تُمنح جائزة جائزة أكاديمية البنغال في ثلاثة مجالات:
- الشعر والرواية والقصة القصيرة.
- البحث والمقال والعلم.
- الترجمة والدراما وأدب الأحداث.